# Девета гимназија „Михаило Петровић Алас” Нови Београд
Девета гимназија „Михаило Петровић Алас” је средња школа смештена у Новом Београду, на углу Булевара маршала Толбухина (до 2016. под називом Улица Гоце Делчева) и Улице Париске Комуне. Основана је 1961. године, а име је добила по најзначајнијем српском математичару — Михаилу Петровићу Аласу.

## Организација
У школи постоје друштвено-језички и природно-математички смер, као и 2 специјализована смера за ученике надарене за рачунарство и информатику (1), као и за географију и историју (2). Школу тренутно похађа око 1000 ученика. Гимназија уписује три одељења друштвено-језичког смера, пет одељења природно-математичког смера и по 1 одељење за сваки од специјализованих смерова. Од школске 2019/2020. године уписује се прво одељење са ученицима са посебним способностима за рачунарство и информатику као девето одељење у првом разреду. Прва генерација овог усмерења има двадесет једног ученика. Од школске 2020/21. године обављен је и упис другог специјалног одељења са ученицима са посебним способностима за историју и географију.
Има 102 запослена, а наставу изводи 86 професора у две смене.
Сваке године у школу се уписује око 260 нових ученика.
Данас, Девета београдска гимназија се сматра једном од најпрестижнијих школа коју уписују најбољи и најуспешнији ученици Републике Србије и града Београда. Њени ученици постижу изванредне резултате у разним областима на такмичењима свих нивоа.

## Историјат
Зграда у којој је данас смештена Гимназија изграђена је 1956. године за потребе основне школе „Жикица Јовановић Шпанац” која је у њој остала до 1965. године када се преселила у нову зграду у којој је и данас.
Основана је 1961. године под називом Гимназија „Нови Београд”. Одлуку о оснивању потписали су Љубинко Пантелић, тадашњи председник општине Нови Београд и Велимир Милошевић, оснивач и дугогодишњи директор Гимназије. У то време, Гимназија је била једина средња школа у општини Нови Београд. Прва школска година (1961/1962) започета је у згради основне школе „Владимир Иљич Лењин”. Гимназију је уписало 176 ученика распоређених у пет одељења. Настава је започела са две седмице закашњења (15. септембра). Директор Велимир Милошевић је у другом полугодишту конституисао Школски одбор са 13 чланова. У њему су били сви наставници школе. Школске 1962/1963. године школа је имала 537 ученика који су распоређени у 16 одељења: 8 одељења првог, пет одељења другог и три одељења трећег разреда. Одељења трећег разреда су формирана од ученика Земунске гимназије који су по територијалном принципу „припадали” Деветој гимназији. Школске 1963/1964. године Гимназију је завршила прва генерација матураната (њих 58 је завршило разред са позитивним успехом, 21 је упућено на поправни испит и један ученик је понављао четврти разред). Највећи проблем школе је био недостатак простора јер, још увек, није имала своју зграду, па се настава одвијала у две основне школе („Владимир Иљич Лењин” и „Иван Гундулић”). Наредну школску годину Гимназија започиње у новој згради у улици Гоце Делчева 41, где се и данас налази. Зграда је била опремљена новим намештајем, училима, лабораторијама и радионицом. Ову школску 1964/1965. годину завршило је 968 ученика од којих је на поправне испите упућено 262 ученика, а 162 ученика је поновило разред. Због изузетно високог критеријума оцењивања школа је добила надимак „Бастиља”, али то није умањило њену популарност, па све више ученика уписује ову школу.
Школска 1965/1966. година је упамћена по изузетним успесима које постижу ученици Гимназије: друга Октобарска награда Београда за литерарни рад (Наташа Радоњић — „Сутра је данас — ту пред нама”), прва награда на Савезном такмичењу из области математике (Јован Вукмировић, касније и друга награда на Светској математичкој олимпијади).
Школска 1967/1968. година је обележена још већим успесима: трећа Октобарска награда Београда за прозу и поезију (Душанка Томић), награда на конкурсу Двадесети рођендан мога града (Љиљана Матић — „Коло младости”), друга награда на конкурсу листа „Народна армија” (Снежана Бранковић — „Дах времена шапуће ми заклетву”, награђени су, такође, и Бранко Алексић и Гордана Влатковић).
На тесту ученика средњих школа, школске 1969/1970. године ученици Гимназије освајају шест првих од осам предмета који су тестирани, па је школа по укупним резултатима била прва у Београду.
Школске 1970/1971. године ученици Гимназије су заузели екипно друго место (у конкуренцији 19 школа) на Савезном такмичењу из хемија, а треће из биологије, а појединачно Ружица Новак прво место из биологије, Милан Милошевић друго место из астрономије, Драган Инђић, друго место из физике, Биљана Давидовић треће место из физике. На конкурсу „Народне армије” Зоран Ђинђић је добио прву награду, а Вања Жанко је добила Октобарску награду Београда за писмени рад.
Од школске 1973/1974. године школа прелази на петодневну радну седмицу. Школска 1977/1978. била је година реформи у српском школству. Уводи се усмерено образовање. Зато је у школској 1979/1980. години Гимназија је спојена са Образовним машинским центром „1. мај” и формирана је радна организација Образовни центар „1. мај”, који се простире на три зграде размештене на Новом Београду. Ученици треће године образовног центра су школовање настављали на једном од два усмерења, машинству, у згради Машинске школе или математичко-технички смер, које се изучавало у згради гимназије. У оквиру смера, у Гимназији постоје занимања: математички техничар, програмер, статистичар и оператер на рачунару. Године 1985. Образовни центар се раздваја на Математичко техничку средњу школу „Михаило Петровић Алас” и Машинску школу „1. мај”. Тако Гимназија поново добија своју самосталност.
Пред почетак школске године 1986/1987. Математичко-техничка школа је променила назив у Средња математичка школа „Михаило Петровић-Алас” у којој се изучавају само два усмерења, мање-више програмерска.
Коначно, пред почетак школске 1990/1991. године, после 11 година, школа поново постаје гимназија, сада Девета гимназија „Михаило Петровић Алас”. Те године гимназија је уписала два одељења друштвено-језичког смера и пет одељења природно-математичког смера. Данас школа уписује пет одељења природно-математичког и три одељења друштвено-језичког смера.
Од школске 1991/1992. године настава у Гимназији је кабинетска. Током 2022. и 2023. године, школа је први пут после дужег времена темељно реконструисана и надограђена, а повратак у ново реконструисано здање школе креће од 1. септембра 2023. године, тј. од школске 2023 / 2024. године.

## Директори
- Велимир Веља Милошевић (1914—1980), директор школе од 1962. до 1978. године.
- Вукоман Смоловић (1935—1997), професор српског језика и књижевности, помоћник директора за математичко-технички смер ОЦ „1, мај” од 1978. до 1985. године и директор школе од 1985. до 1992. године.
- Слободанка Перовић (1937—2009), професор српског језика и књижевности, директор школе од 1992. до 2001. године.
- Јован Симић (1942), професор српског језика и књижевности, директор школе од 2001. до 2006. године.
- Дејан Јосиповић (1968), професор географије, директор школе од 2006. године до 2018. године.
- Татјана Шуковић (1968), професор руског језика, на месту ВД директора ради од августа 2018. године, а за директора именована је 16. фебруара 2019. године.

## Познати бивши ученици
Девету гимназију су похађали многи познати српски политичари, спортисти и културни радници.
- Политичари
  - Зоран Ђинђић, премијер Републике Србије од 2001. до 2003. године.
  - Небојша Стефановић, председник Народне скупштине Републике Србије.
  - Драган Ђилас, председник Демократске странке и градоначелник Београда.
  - Чедомир Јовановић, председник Либерално демократске партије.
  - Ана Пешикан, министар за науку 2007-2008.
- Спортисти
  - Александар Ђорђевић, кошаркаш, државни репрезентативац. Играо за школски тим Девете гимназије 1986. године, када је освојио Првенство Београда.
  - Бојана Шумоња, карате, државни репрезентативац.
  - Игор Ракочевић, кошаркаш, државни репрезентативац.
  - Ивана Максимовић, Олимпијка у стрељаштву
- Културни радници
  - Вања Булић, новинар.
  - Стефан Арсенијевић, филмски режисер.
  - Верица Ракочевић, модни креатор.
  - Неда Арнерић, глумица.
  - Љиљана Трбулин, глумица.
  - Саша М. Савић, сликар.
  - Славиша Веселиновић, спортски директор на ТВ Прва.
  - Симо Ц. Ћирковић, новинар и лексикограф,
  - Југослав Ћосић, новинар.
  - Тијана Којић, конзерватор и рестауратор слика.
  - Милена Живановић, глумица
  - Андреј Јосифовски Пијаниста, архитекта и улични уметник
- Научни радници
  - др Горан Саратлић, бивши генерални директор Института за кукуруз „Земун Поље”.
  - др Милош Р Поповић, професор на Универзитету у Торонту, директор Лабораторије за истраживање и рехабилитацију повреда кичме.
  - Вера Гудац Додић, Институт за новију историју Србије.
  - Љиљана Ковач (рођ. Ђорђевић), специјалиста офталмологије на Клиници за очне болести.
  - Борис Пиштигњат, специјалиста дечије ортопедије.
  - Катарина Анђелковић (рођ. Гојковић), редовни професор Хемијског факултета Универзитета у Београду.
  - др Игор Цвејић, Институт за филозофију и друштвену теорију.
  - др Срђан Продановић, Институт за филозофију и друштвену теорију.
  - др Владимир Јоцовић, доцент на Електротехничком факултету Универзитета у Београду.

## Занимљивости

### Новобеоградска школа филозофије
У чланку под називом „Политички почеци Зорана Ђинђића”, објављеном 2000. године, тврди се да је професор др. Милан Ковачевић први који је Зорана Ђинђића упознао са филозофијом и охрабрио га да своје школовање настави на Филозофском факултету Универзитету у Београду. У чланку се даље говори да је Девета гимназија била позната по свом либералном духу, који је произвео много слободних мислилаца и да је, између осталог, због тога гимназија заслужила називе „Новобеоградска филозофска школа” и „Девети круг”.

## Галерија
- Девета гимназија Михаило Петровић Алас
- Хол Девете гимназије
- Девета гимназија Михаило Петровић Алас
- Кабинет Девете гимназије
- Ходник Девете гимназије